# Burty (obwód czerkaski)
Burty (ukr. Бурти) – wieś na Ukrainie, w obwodzie czerkaskim, w rejonie zwinogródzkim. W 2001 liczyła 905 mieszkańców, wśród których 890 jako ojczysty język wskazało ukraiński, 15 rosyjski, a 2 mołdawski.